# PGAP3
PGAP3 (англ. Post-GPI attachment to proteins 3) – білок, який кодується однойменним геном, розташованим у людей на 17-й хромосомі. Довжина поліпептидного ланцюга білка становить 320 амінокислот, а молекулярна маса — 36 475.
| 10         |  | 20         |  | 30         |  | 40         |  | 50         |
| ---------- |  | ---------- |  | ---------- |  | ---------- |  | ---------- |
| MAGLAARLVL |  | LAGAAALASG |  | SQGDREPVYR |  | DCVLQCEEQN |  | CSGGALNHFR |
| SRQPIYMSLA |  | GWTCRDDCKY |  | ECMWVTVGLY |  | LQEGHKVPQF |  | HGKWPFSRFL |
| FFQEPASAVA |  | SFLNGLASLV |  | MLCRYRTFVP |  | ASSPMYHTCV |  | AFAWVSLNAW |
| FWSTVFHTRD |  | TDLTEKMDYF |  | CASTVILHSI |  | YLCCVRTVGL |  | QHPAVVSAFR |
| ALLLLMLTVH |  | VSYLSLIRFD |  | YGYNLVANVA |  | IGLVNVVWWL |  | AWCLWNQRRL |
| PHVRKCVVVV |  | LLLQGLSLLE |  | LLDFPPLFWV |  | LDAHAIWHIS |  | TIPVHVLFFS |
| FLEDDSLYLL |  | KESEDKFKLD |  |            |  |            |  |            |

A: Аланін

C: Цистеїн

D: Аспарагінова кислота

E: Глутамінова кислота

F: Фенілаланін

G: Гліцин

H: Гістидин

I: Ізолейцин

K: Лізин

L: Лейцин

M: Метіонін

N: Аспарагін

P: Пролін

Q: Глутамін

R: Аргінін

S: Серин

T: Треонін

V: Валін

W: Триптофан

Задіяний у такому біологічному процесі, як альтернативний сплайсинг. 
Локалізований у мембрані, ендоплазматичному ретикулумі, апараті гольджі.